# ウィリー・ボリー
ウィリー・ボリー（Willy Boly、1991年2月3日 - ）は、フランス・ムラン出身のプロサッカー選手。コートジボワール代表。ノッティンガム・フォレストFC所属。ポジションはDF。

## 経歴

### クラブ
クレールフォンテーヌ国立研究所を経て2007年にAJオセールのアカデミーに入団。2011年2月にリザーブチームに昇格し、クラブと最初のプロ契約を結んだ。2011年4月16日のトゥールーズFC戦でリーグ・アン初出場。24日のRCランス戦で初ゴール。
2014年9月1日、SCブラガに完全移籍し4年契約にサインした。
2016年8月31日、FCポルトに移籍。契約は5年で4500万ユーロのバイアウト条項が盛り込まれた。
2017年7月8日、チャンピオンシップのウルヴァーハンプトン・ワンダラーズFCにレンタル移籍。
2018年6月1日、ウルヴァーハンプトン・ワンダラーズFCに完全移籍。
2022年9月1日、ノッティンガム・フォレストFCに完全移籍。

### 代表
ユース年代はフランス代表でプレーしていたが、フル代表はコートジボワール代表に変更した。2020年11月12日、アフリカネイションズカップ2021予選のマダガスカル戦に出場しデビューを飾った。

## タイトル
ブラガ
- タッサ・デ・ポルトガル: 2015–16

ウルヴァーハンプトン・ワンダラーズ
- EFLチャンピオンシップ: 2017–18

個人
- PFAチャンピオンシップ年間最優秀チーム賞 : 2018